# 29187 Lemonnier
29187 Lemonnier là một tiểu hành tinh vành đai chính với chu kỳ quỹ đạo là 2052.9190056 ngày (5.62 năm).
Nó được phát hiện ngày 16 tháng 10 năm 1990.